# طایفه ساتیاروند
طایفه ساتیاروند یکی از طوایف ایل بزرگ دیرکوند است . ساتیار فرزند دریک پاچوبی بوده است .بخشی از طایفه ساتیاروند به ایل بختیاری مهاجرت کرده اند . به طور کلی طایفه ساتیاروند با سایر ایلات دریکوند نظیر  زینی وند ، یاقوند ، بهاروند و سایر فرزندان دریک پاچوبی دارای ریشه مشترک هستند .